# Loa kèn sa mạc
Loa kèn sa mạc (danh pháp hai phần: Hesperocallis undulata là loài duy nhất trong chi Hesperocallis, được tìm thấy trong khu vực sa mạc ở miền tây nam Bắc Mỹ. Tên gọi trong tiếng Anh của nó là "desert lily".
Chi Hesperocallis theo truyền thống được xếp trong họ Loa kèn (Liliaceae) nhưng cho tới gần đây thì các mối quan hệ giữa chúng là không rõ ràng. Các phân loại khác hoặc là đặt nó trong họ Hoa hiên (Hemerocallidaceae) hoặc họ Funkiaceae. Năm 1972, Hamilton Traub tạo ra họ Hesperocallidaceae với chi Hesperocallis là chi duy nhất của họ. Hệ thống APG II đặt nó vào trong họ Măng tây (Asparagaceae) của bộ Măng tây (Asparagales) thuộc nhánh monocots nhưng cho phép tùy chọn tách ra như là họ đơn ngành gọi là Hesperocallidaceae khi một vài họ khác cũng được tách ra tương tự như thế từ họ Măng tây. Các nghiên cứu hệ thống hóa ở mức phân tử gần đây đã xác nhận mối quan hệ gần gũi của nó với chi Thùa (Agave) và khuyến nghị đặt nó vào họ Thùa (Agavaceae) đã được đưa ra (Pires và ctv. 2004). Trên website của APG, truy cập ngày 27-11-2007, người ta đã xếp chi này vào họ Thùa.